# 末永直登
末永 直登（すえなが なおと、1976年7月23日 - ）は鹿児島県鹿児島市出身のドリフトドライバー、元エビスサーキット社員（企画・広報、ドリフトスクールの講師、ドリフトタクシーのドライバー）。同じくドリフトドライバーの末永正雄は実弟。

## プロフィール
- 身長：170cm[3]
- 体重：65kg[3]
- 血液型：Rh+O型[3]
- ニックネーム：なおと、BANCHO[3]

## 略歴
小学校入学前からポケットバイクに乗り始める。その後二輪のレースを20歳ほどまで続けるが、怪我をしたことに加え、機械への依存度がカテゴリーが上がれば上がるほど増えるモータースポーツに対して疑問を抱いたことから、活動を休止する。
鹿児島県立武岡台高等学校および鹿児島大学を卒業。大学時代にドリフトと出会い、AE86でドリフトを始める。大学在学中は自動車部に所属。
卒業後は上京し、会社員として働きながら休日にドリフトをする生活を送る。この時通っていたエビスサーキットで同サーキット支配人の熊久保信重と出会う。
D1グランプリ（D1GP）にデビューしたのは弟・正雄と同じ2002年。参戦初期から活躍した弟と違い、資金繰り等で苦しんだことと重なり、当初は目立った成績を残せずにいたが、2005年にD1GP参戦後初のポイントを獲得。また、同年から始まったD1ストリートリーガル（D1SL）のプレシーズンマッチでは、第1戦のエビスで優勝を果たした。
2006年には大学卒業後から勤務していた機械系の会社を退職し、エビスサーキットへ転職。同年のD1GPは、第1戦アーウィンデールにはECR33スカイラインで参戦、その後熊久保率いるチームオレンジ加入と共にマシンをインプレッサ (GC8) に変更した。
2008年は、D1GPでは予選通過2度のみと振るわなかったが、並行して参戦していたD1SLでは、シリーズ7戦のうち、第1戦エビスサーキット・第2戦鈴鹿サーキット・第4戦エビスサーキット・第6戦セキアヒルズDECサーキット・第7戦筑波サーキットの5戦で優勝し、シリーズチャンピオンとなった。
2009年は、前年まで熊久保が乗っていたランサーエボリューションIXに乗り換え参戦。この年はシリーズ28位に終わったが、2010年は13位、2011年は11位と徐々に成績が上向いた。
2012年はランサーエボリューションXに乗り換え、第4戦のエビスサーキットでD1GP初優勝を果たした。
2013年からはRB26DETT搭載のS15シルビアに乗り換える。同年は最終戦までチャンピオン争いを演じたが、2位に終わった。翌2014年はシリーズ9位、2015年は同5位、2016年は同9位と、優勝こそないものの安定した成績を残した。
2017年は、タイヤを長年使用してきたヨコハマからワンリに変更。さらに、第4戦舞洲から、シルビアのエンジンを2JZ-GTEに変更した。また、この年は熊久保とともに全日本ダートトライアルにも参戦。マシンはトヨタ・86を使用した。
2018年はタイヤをゼスティノ（FIA IDCではヴァリノ）に変更。準優勝2回・3位2回を獲得し、シリーズを3位で終えた。
2019年はタイヤをリンロンに変更。同時にマシンのカラーリングもチームカラーのオレンジから白を基調としたものに変更された。また、D1GPと並行してフォーミュラ・ドリフト ジャパン（FDJ）にもTeam Kazama With PowervehiclesからS15シルビアで参戦した。翌2020年はD1GP第5戦オートポリスで追走決勝戦まで勝ち進み、同じ九州出身の植尾勝浩と対戦したが敗れ準優勝となった。
2021年、翌日の第6戦を含めてエビスサーキット南コース最終開催となった第5戦（新型コロナウイルスの影響のため8月から11月に延期）にて9年ぶり3度目のD1GP優勝を果たした。また、FDJにも2019年と同じチームから参戦。二度の準優勝など好成績を収め、シリーズ総合5位となった。
2022年は参戦シリーズをFDJに絞り、ATLAS TIRE DRIFT Team FukushimaからフェアレディZ（Z34）を駆って参戦。第2戦エビスでFDJ初優勝を果たした。シリーズ順位は9位。
2023年も同チームから引き続きFDJに参戦。マシンはRZ34フェアレディZを使用する。第4戦SUGOで、自身の47歳の誕生日にFDJ2勝目を果たす。
2024年3月31日、同年1月末をもってエビスサーキットを退職したことを自身の公式SNS上で発表した。

## エピソード
- 大学に進学したのは、二輪のレーサーを目指していた高校時代にバイクショップを経営している父から「大学に行ったらレース活動を応援してやる」と言われたためであるが、最終的にドリフトに転向した[13]。大学時代はドリフトのために講義そっちのけでアルバイトに打ち込んでいたこともあり、最終的に7年間在学していた[4]。
- 2005年の第2戦お台場の追走トーナメントで、末永正雄とのD1史上初の兄弟対決が実現。これまで正雄との対決は計9度行われており、2021年シーズン終了時点での戦績は直登4勝、正雄5勝となっている。
- 2005年最終戦の筑波では予選前日に車両盗難に遭ってしまい、友人から借りてきた日産・180SXで参戦したが、結果は予選落ち。
- エビスサーキットへ転職直後の2007年、同サーキットにてビデオオプションの珍レース「目隠しラジコンレースリターンズ」の収録が行われ、直登は「サーキットのスタッフとして勤務中、無理矢理レースに巻き込まれた」形で出場した。ただし、チーム紹介では名前が入っていることから、出場はもともと予定されていたと思われる[14]。